# Deutsche Leichtathletik-Meisterschaften 1989
Die 89. Deutschen Leichtathletik-Meisterschaften fanden vom 11. bis 13. August 1989 im Hamburger Volksparkstadion statt. Rekorde gab es in diesem Jahr bei den Meisterschaften nicht.

## Wettbewerbsprogramm
Im Wettkampfprogramm gab es nur eine kleine Änderung: Der Berglauf erhielt erstmals eine Mannschaftswertung für die Männer.

## Ausgelagerte Disziplinen
Außerdem wurden wie in den Jahren zuvor weitere Meisterschaftstitel an verschiedenen anderen Orten vergeben, in der folgenden Auflistung in chronologischer Reihenfolge benannt.
- Crossläufe – Vinsebeck, 4. März mit Einzel-/Mannschaftswertungen für Frauen und Männer auf jeweils zwei Streckenlängen (Mittel-/Langstrecke)
- Straßenlauf (Frauen: 15 km)/(Männer: 25 km) – Wörth-Maximiliansau, 15. April mit Einzel-/Mannschaftswertungen für Frauen und Männer
- Langstaffeln, Frauen: 3 × 800 m/Männer: 4 × 800 m und 4 × 1500 m – Dortmund, 23. Juli im Rahmen der Deutschen Jugendmeisterschaften
- Berglauf – Müllheim (Baden), 27. August im Rahmen des Hochblauen-Berglaufs mit Einzelwertungen für Frauen und Männer sowie einer Mannschaftswertung für Männer
- Mehrkämpfe (Frauen: Siebenkampf)/(Männer: Zehnkampf) – Bernhausen, 9./10. September mit Einzel- und Mannschaftswertungen
- 100-km-Straßenlauf – Unna, 30. September mit Einzel-/Mannschaftswertungen für Frauen und Männer[2]
- Marathonlauf – Kandel am 15. Oktober mit Einzel-/Mannschaftswertungen für Frauen und Männer[3]
- 10-km-Gehen (Frauen)/50-km-Gehen (Männer) – Boppard, 22. Oktober mit jeweils Einzel- und Mannschaftswertungen

## Medaillengewinner Männer
Die folgende Übersicht fasst die Medaillengewinner und -gewinnerinnen zusammen. Eine ausführlichere Übersicht mit den jeweils ersten acht in den einzelnen Disziplinen findet sich unter dem Link Deutsche Leichtathletik-Meisterschaften 1989/Resultate.
| Disziplin                                   | Gold                                                                            | Leistung       | Silber                                                                         | Leistung       | Bronze                                                                           | Leistung       |
| ------------------------------------------- | ------------------------------------------------------------------------------- | -------------- | ------------------------------------------------------------------------------ | -------------- | -------------------------------------------------------------------------------- | -------------- |
| 100 m (Wind: -0,5)                          | Wolfgang Haupt (LG Bayer Leverkusen)                                            | 10,45 s00      | Arnold Zawitzki (LAV Bayer Uerdingen/Dormagen)                                 | 10,50 s00      | Andreas Maul (LG Wipperfürth)                                                    | 10,52 s00      |
| 200 m (Wind: −3,0)                          | Erwin Skamrahl (VfL Wolfsburg)                                                  | 21,01 s00      | Peter Klein (SV Salamander Kornwestheim)                                       | 21,13 s00      | Wolfgang Haupt (LG Bayer Leverkusen)                                             | 21,14 s00      |
| 400 m                                       | Norbert Dobeleit (TV Wattenscheid 01)                                           | 45,52 s00      | Ulrich Schlepütz (ASV Köln)                                                    | 45,93 s00      | Ralf Lübke (LG Bayer Leverkusen)                                                 | 46,22 s00      |
| 800 m                                       | Peter Braun (LG Tuttlingen)                                                     | 1:47,69 min    | Holger Böttcher (LG Nord Berlin)                                               | 1:48,17 min    | Axel Harries (LC Olympiapark München)                                            | 1:48,22 min    |
| 1500 m                                      | Dieter Baumann (VfL Waiblingen)                                                 | 3:44,93 min    | Rüdiger Stenzel (LG Coesfeld)                                                  | 3:45,78 min    | Dirk Cordier (ASV Köln)                                                          | 3:45,85 min    |
| 5000 m                                      | Christian Husmann (TK Hannover)                                                 | 13:47,93 min   | Steffen Brand (TV Wattenscheid 01)                                             | 13:48,39 min   | Daniel Gottschall (ASC Darmstadt)                                                | 13:50,57 min   |
| 10.000 m                                    | Kurt Stenzel (ASC Darmstadt)                                                    | 28:49,93 min   | Frank Luckmann (LC Hannover)                                                   | 28:54,46 min   | Konrad Dobler (VfL Waldkraiburg)                                                 | 29:01,66 min   |
| 25-km-Straßenlauf                           | Kurt Stenzel (ASC Darmstadt)                                                    | 1:16:05 h0000  | Eberhard Weyel (LC Mengerskirchen)                                             | 1:16:27 h0000  | Reiner Gutschank (PSV Grün-Weiß Kassel)                                          | 1:16:36 h0000  |
| 25-km-Straßenlauf, Mannschaftswertung       | VfL WaldkraiburgMichael Spöttel Joachim Heim Stefan Pichler                     | 3:56:42 h0000  | ASC DarmstadtKurt Stenzel Rainer Graf Franz-Josef Weihrauch                    | 3:57:42 h0000  | LG FrankfurtHelmut Marenholz Jürgen Dächert Wolfgang Münzel                      | 3:57:55 h0000  |
| Marathon                                    | Uwe Hartmann (VfL Waldkraiburg)                                                 | 2:15:20 h0000  | Thomas Ertl (LLC Marathon Regensburg)                                          | 2:15:58 h0000  | Franz Hornberger (LAC Quelle Fürth)                                              | 2:16:00 h0000  |
| Marathon, Mannschaftswertung                | TF FeuerbachPeter Maier Daniel Bartsch Andreas Söffker                          | 7:03:36 h0000  | LTF MarpingenJürgen Fischer Rainer Müller Volker Becker                        | 7:11:45 h0000  | LAC Quelle FürthFranz Hornberger Peter Ertl Pedro Sachssendahl                   | 7:15:54 h0000  |
| 100-km-Straßenlauf                          | Heinz Hüglin (LV Ettenheim)                                                     | 6:37:52 h0000  | Hartmut Häber (Triathlon Hub/Nürnberg)                                         | 6:47:25 h0000  | Burkhard Lennartz (ASV Sankt Augustin)                                           | 6:54:56 h0000  |
| 100-km-Straßenlauf, Mannschaftswertung      | LG NürnbergKarl-Heinz Neudeck Hans Reich Peter Wimmer                           | 22:33:28 h0000 | Triathlon Hub/NürnbergHartmut Häber Manfred Träger Willi Baumeister            | 22:35:19 h0000 | VfL WolfsburgHelmut Dreyer Hans-Günter Wolff Klaus-Dieter Holz                   | 22:45:40 h0000 |
| 110 m Hürden (Wind: −1,6)                   | Dietmar Koszewski (LAC Halensee Berlin)                                         | 13,63 s00      | Florian Schwarthoff (TV Heppenheim)                                            | 13,75 s00      | Stefan Mattern (LG Kreis Verden)                                                 | 14,07 s00      |
| 400 m Hürden                                | Harald Schmid (TV Gelnhausen)                                                   | 48,95 s00      | Edgar Itt (TV Gelnhausen)                                                      | 48,96 s00      | Carsten Köhrbrück (LAC Halensee Berlin)                                          | 49,54 s00      |
| 3000 m Hindernis                            | Hubert Karl (TV Ochsenfurt)                                                     | 8:27,95 min    | Michael Heist (ASC Darmstadt)                                                  | 8:28,52 min    | Engelbert Franz (VfL Waldkraiburg)                                               | 8:28,88 min    |
| 4 × 100 m Staffel                           | TV Wattenscheid 01Wolfgang Zinser Dirk Schweisfurth Fritz Heer Norbert Dobeleit | 39,47 s00      | SV Salamander KornwestheimKlaus Just Andreas Zügel Peter Klein Jürgen Koffler  | 39,78 s00      | TV HeppenheimAndreas Knobloch Florian Schwarthoff Christian Thomas Alexander Bub | 40,33 s00      |
| 4 × 400 m Staffel                           | ASV KölnAnselm Schuster Jürgen Grunwald Marc-Antonius Eggers Ulrich Schlepütz   | 3:05,87 min    | VfL SindelfingenBernd Koschka Ralph Pfersich Martin Bürkle Jörg Vaihinger      | 3:04,96 min    | LG Bayer LeverkusenCarsten Fischer Frank Thaleiser Michael Grün Ralf Lübke       | 3:08,53 min    |
| 4 × 800 m Staffel                           | LG Bayer LeverkusenImram Sillah Oliver Klaudt Frank Casper Jussi Udelhoven      | 7:23,52 min    | LAV EssenNorbert Wortberg Christoph Große-Rhode Markus Trines Torsten Kallweit | 7:23,75 min    | LG Nord BerlinIngo Plucinski Bernd Müller Helge Loska Holger Böttcher            | 7:24,21 min    |
| 4 × 1500 m Staffel                          | Hamburger SVLars Brechtel Christoph Meyer Andreas Fischer Stephan Plätzer       | 15:09,06 min   | ASC DarmstadtRichard Witt Kurt Stenzel Michael Heist Daniel Gottschall         | 15:09,33 min   | TV Wattenscheid 01Brehm Michael Fietz Volker Welzel Steffen Brand                | 15:12,20 min   |
| 20-km-Gehen                                 | Volkmar Scholz (Berliner SV 1892)                                               | 1:25:46 h0000  | Andreas Hühmer (Berliner SV 1892)                                              | 1:26:26 h0000  | Robert Ihly (LFV Schutterwald)                                                   | 1:26:47 h0000  |
| 20-km-Gehen, Mannschaftswertung             | Berliner SV 1892Volkmar Scholz Andreas Hühmer Detlev Winkler                    | 4:23:55 h0000  | LAC Quelle FürthRobert Mildenberger Alfons Schwarz Siegmar Neuner              | 4 27:38 h0000  | LG AhlenStefan Krausch Manfred Kreutz Frank Zschieschang                         | 4:33:58 h0000  |
| 50-km-Gehen                                 | Robert Ihly (LFV Schutterwald)                                                  | 4:05:46 h0000  | Robert Mildenberger (LAC Quelle Fürth)                                         | 4:08:17 h0000  | Karl Degener (VfL Wolfsburg)                                                     | 4:13:52 h0000  |
| 50-km-Gehen, Mannschaftswertung             | Berliner SV 1892Oliver Oefelein Matthias Hütler Reiner Offel                    | 13:58:27 h0000 | Eintracht FrankfurtHeinrich Hänsel Hans Michalski Treusch                      | 14:43:49 h0000 | LG DüsseldorfReiner Driesen Ruppert Girards                                      | 14:48:28 h0000 |
| Hochsprung                                  | Dietmar Mögenburg (TV Wattenscheid 01)                                          | 2,27 m         | Gerd Nagel (Eintracht Frankfurt) Ralf Sonn (TSG Akus Weinheim)                 | 2,27 m         |                                                                                  |                |
| Stabhochsprung                              | Bernhard Zintl (LC Olympiapark München)                                         | 5,60 m         | Mark Lugenbühl (ASV Landau)                                                    | 5,30 m         | Ralf Schneider (LAV Bayer Uerdingen/Dormagen)                                    | 5,30 m         |
| Weitsprung                                  | Dietmar Haaf (SV Salamander Kornwestheim)                                       | 8,22 m         | Christian Thomas (TV Heppenheim)                                               | 8,03 m         | Joakim Assenmacher (USC Mainz)                                                   | 7,77 m         |
| Dreisprung                                  | Wolfgang Zinser (TV Wattenscheid 01)                                            | 16,83 m        | Kersten Wolters (LG Hammer Park Hamburg)                                       | 16,71 m        | Peter Bouschen (DJK Agon 08 Düsseldorf)                                          | 16,64 m        |
| Kugelstoßen                                 | Karsten Stolz (TV Wattenscheid 01)                                              | 20,32 m        | Kalman Konya (SV Salamander Kornwestheim)                                      | 19,53 m        | Michael Mertens (VfL Wolfsburg)                                                  | 19,21 m        |
| Diskuswurf                                  | Rolf Danneberg (LG Wedel-Pinneberg)                                             | 67,38 m        | Wolfgang Schmidt (LG Stuttgart)                                                | 65,48 m        | Alois Hannecker (MTV Ingolstadt)                                                 | 60,90 m        |
| Hammerwurf                                  | Heinz Weis (LG Bayer Leverkusen)                                                | 82,16 m        | Christoph Sahner (TV Wattenscheid 01)                                          | 78,02 m        | Jörg Schaefer (TV Wattenscheid 01)                                               | 77,52 m        |
| Speerwurf                                   | Klaus-Peter Schneider (LG Frankfurt)                                            | 84,56 m        | Knut Hempel (Hamburger SV)                                                     | 80,76 m        | Andreas Linden (Rot-Weiß Koblenz)                                                | 80,38 m        |
| Zehnkampf                                   | Karl-Heinz Fichtner (LC Olympiapark München)                                    | 8205 P         | Norbert Demmel (TSV 1860 München)                                              | 8050 P         | Christian Deick (USC Mainz)                                                      | 7729 P         |
| Zehnkampf, Mannschaftswertung               | LC Olympiapark MünchenKarl-Heinz Fichtner Helmar Schmidt Bruno Chirco           | 22.826 P       | LG Bayer LeverkusenRüdiger Hennig Helge Günther Lars Knut                      | 21.914 P       | TV NordenFrank Müller Robert Zander Gerd Kleemann                                | 21.720 P       |
| Crosslauf Mittelstrecke – 3,7 km            | Miroslaw Kuziola (LG Frankfurt)                                                 | 11:08 min00    | Volker Welzel (TV Wattenscheid 01)                                             | 11:19 min00    | Ulrich Keil (LG Frankfurt)                                                       | 11:22 min00    |
| Crosslauf Mittelstrecke, Mannschaftswertung | LG FrankfurtMiroslaw Kuziola Ulrich Keil Peter Wagner                           | Pl.-Ziff. 22   | TV Wattenscheid 01Volker Welzel Loos Christof Blum                             | Pl.-Ziff. 26   | ASC DarmstadtMichael Heist Daniel Gottschall Martin Haury                        | Pl.-Ziff. 54   |
| Crosslauf Langstrecke – 11,0 km             | Herbert Steffny (Post-SV Jahn Freiburg)                                         | 34:57 min00    | Heinz-Bernd Bürger (LC Euskirchen)                                             | 35:00 min00    | Hans-Jürgen Orthmann (Zugzwang Wehbach)                                          | 35:03 min00    |
| Crosslauf Langstrecke, Mannschaftswertung   | VfL WaldkraiburgChristoph Herle Konrad Dobler Michael Spöttel                   | Pl.-Ziff. 24   | Post-SV Jahn FreiburgHerbert Steffny Guido Dold Markus Keller                  | Pl.-Ziff. 33   | ASV KölnThomas Marx Axel Wehmeier Günter Ziwey                                   | Pl.-Ziff. 48   |
| Berglauf                                    | Charly Doll (Freiburger FC)                                                     | 45:08 min00    | Guido Dold (Post-SV Jahn Freiburg)                                             | 46:05 min00    | Dieter Ranftl (LC Buchendorf)                                                    | 46:27 min00    |
| Berglauf, Mannschaftswertung                | Post-SV Jahn FreiburgGuido Dold Herbert Steffny Karl Proba                      | 2:22:14 h      | TSV BurghaslachHartmut Hertlein Matthias Kostulski Ludwig Endres               | 2:23:27 h      | TF FeuerbachPeter Maier Klaus Löffler Horne                                      | 2:24:05 h      |

## Medaillengewinnerinnen Frauen
| Disziplin                                   | Gold                                                                                  | Leistung       | Silber                                                                   | Leistung       | Bronze                                                                      | Leistung       |
| ------------------------------------------- | ------------------------------------------------------------------------------------- | -------------- | ------------------------------------------------------------------------ | -------------- | --------------------------------------------------------------------------- | -------------- |
| 100 m (Wind: ±0,0)                          | Ulrike Sarvari (VfL Sindelfingen)                                                     | 11,25 s00      | Andrea Thomas geb. Bersch (VfL Sindelfingen)                             | 11,40 s00      | Silke-Beate Knoll (SC Eintracht Hamm)                                       | 11,70 s00      |
| 200 m                                       | Andrea Thomas geb. Bersch (VfL Sindelfingen)                                          | 23,09 s00      | Ulrike Sarvari (VfL Sindelfingen)                                        | 23,17 s00      | Silke-Beate Knoll (SC Eintracht Hamm)                                       | 23,73 s00      |
| 400 m                                       | Helga Arendt (SC Eintracht Hamm)                                                      | 52,23 s00      | Linda Kisabaka (LG Bayer Leverkusen)                                     | 52,24 s00      | Karin Lehmann (TV Konstanz)                                                 | 54,22 s00      |
| 800 m                                       | Gabriela Lesch (Eintracht Frankfurt)                                                  | 2:00,55 min    | Ute Lix (TV Gelnhausen)                                                  | 2:01,52 min    | Karin Lix (TV Gelnhausen)                                                   | 2:02,61 min    |
| 1500 m                                      | Gabriele Schwarzbauer (MTV Ingolstadt)                                                | 4:21,31 min    | Rita Marquardt (LC Olympiapark München)                                  | 4:22,10 min    | Claudia Metzner (LG Olympia Dortmund)                                       | 4:22,61 min    |
| 3000 m                                      | Claudia Borgschulze (SC Eintracht Hamm)                                               | 9:05,52 min    | Sabine Kunkel (VfL Wolfsburg)                                            | 9:06,54 min    | Sabine Mann (ASV Köln)                                                      | 9:09,14 min    |
| 10.000 m                                    | Iris Biba (DJK Freigericht)                                                           | 32:39,33 min   | Kerstin Preßler (LAC Halensee Berlin)                                    | 33:00,51 min   | Claudia Borgschulze (SC Eintracht Hamm)                                     | 33:44,01 min   |
| 15-km-Straßenlauf                           | Iris Biba (DJK Freigericht)                                                           | 49:27 min00    | Kerstin Preßler (LAC Halensee Berlin)                                    | 50:00 min00    | Charlotte Teske geb. Bernhard (ASC Darmstadt)                               | 50:27 min00    |
| 15-km-Straßenlauf, Mannschaftswertung       | LG Olympia DortmundChristina Mai Jutta Karsch Antje Pohlmann                          | 2:38:03 h0000  | LG Bayer LeverkusenAnke Breitenbach Sabine Knetsch Silvia Merten         | 2:39:43 h0000  | ASV KölnSabine Mann Katrin Steinmetz Ayla Tosun                             | 2:40:30 h0000  |
| Marathon                                    | Birgit Lennartz (ASV Sankt Augustin)                                                  | 2:41:23 h0000  | Dagmar Knudsen (LAV Husum)                                               | 2:41:32 h0000  | Elke Hoffmann (LG Speyer-Schwegenheim)                                      | 2:45:10 h0000  |
| Marathon, Mannschaftswertung                | SKV EglosheimSabine Kauf Monika Bösing Bettina Rieg                                   | 8:33:55 h0000  | TSV BemerodeAngelika Asche Eva Friedrich Monika Dreyer                   | 9:05:17 h0000  | TG Viktoria AugsburgGisela Landherr Barbara Zimmermann Kathrin Hirschberger | 9:08:22 h0000  |
| 100-km-Straßenlauf                          | Birgit Lennartz (ASV Sankt Augustin)                                                  | 7:26:52 h0000  | Sigrid Lomsky (SCC Berlin)                                               | 8:04:32 h0000  | Katharina Janicke (LC Bad Kreuznach)                                        | 8:16:52 h0000  |
| 100-km-Straßenlauf, Mannschaftswertung      | SCC BerlinSigrid Lomsky Helga Backhaus Johanna Koths                                  | 26:50:51 h0000 | TV LebachMarita Johann Wilma Marx Karin Bach                             | 28:16:51 h0000 | TG 1846 FrankenthalMargitta Dreißigacker Margund Land Gisela Duschl         | 31:40:35 h0000 |
| 100 m Hürden (Wind: −1,5)                   | Claudia Zazkiewicz geb. Reidick (MTG Mannheim)                                        | 12,98 s00      | Gabi Lippe (MTG Mannheim)                                                | 13,19 s00      | Birgit Wolf (VfL Sindelfingen)                                              | 13,45 s00      |
| 400 m Hürden                                | Ulrike Heinz (USC Freiburg)                                                           | 55,92 s00      | Sabine Alber (LG Kappelberg)                                             | 57,34 s00      | Christiane Beinhauer (USC Mainz)                                            | 57,57 s00      |
| 4 × 100 m Staffel                           | VfL SindelfingenMargrit Schiller Andrea Thomas geb. Bersch Ulrike Sarvari Birgit Wolf | 44,01 s00      | SG UlmManuela Felgenhauer Andrea Schmidt Claudia Bromm Christina Gruhler | 45,82 s00      | ABC LudwigshafenAngela Wenning Birgit Kast Anke Moritz Heike Brandenburger  | 46,02 s00      |
| 4 × 400 m Staffel                           | SCC BerlinAstrid Ortel Angela Wilhelm Nicole Leistenschneider Ines Conradi            | 3:37,98 min    | TV KonstanzSabine Düsseldorf Birgit Kadletz Petra Höfler Katrin Lehmann  | 3:42,32 min    | LG KappelbergHeike Bek Silke Fischer Martina Neininger Sabine Alber         | 3:43,98 min    |
| 3 × 800 m Staffel                           | Eintracht FrankfurtUta Eckhardt Anke Lipfert Gabriela Lesch                           | 6:18,08 min    | ASV KölnSabine Mann Sonja Kaufmann Brigitte Kraus                        | 6:20,32 min    | LC Olympiapark MünchenBirgit Wiedenmann Brigitte Brückner Rita Marquardt    | 6:21,62 min    |
| 10 km Gehen                                 | Andrea Brückmann (LAZ Lahn-Aar-Diez)                                                  | 47:06 min00    | Renate Warz (LG Mainburg-Niederaichbach)                                 | 48:12 min00    | Brigitte Buck (LG Mainburg-Niederaichbach)                                  | 49:31 min00    |
| 10 km Gehen, Mannschaftswertung             | LG Mainburg-NiederaichbachRenate Warz Brigitte Buck Gabi Daffner                      | 2:31:14 h0000  | LG Olympia DortmundAdelheid Zschieschang Cirsten Verleger Ingrid Adam    | 2:42:12 h0000  | Ostercappelner FVBarbara Kollorz Luttmann Krahn                             | 2:46:26 h0000  |
| Hochsprung                                  | Andrea Arens (SCC Berlin)                                                             | 1,98 m         | Heike Henkel geb. Redetzky (LG Bayer Leverkusen)                         | 1,96 m         | Beate Holzapfel (LG Bayer Leverkusen)                                       | 1,88 m         |
| Weitsprung                                  | Annette Ganseforth (LG Emstal Dörpen)                                                 | 6,48 m         | Sabine Braun (TV Wattenscheid 01)                                        | 6,38 m         | Heike Ingendoh (DJK Adler 07 Bottrop)                                       | 6,33 m         |
| Kugelstoßen                                 | Claudia Losch (LAC Quelle Fürth)                                                      | 20,38 m        | Stephanie Storp (VfL Wolfsburg)                                          | 19,98 m        | Iris Plotzitzka (LC Olympiapark München)                                    | 19,62 m        |
| Diskuswurf                                  | Dagmar Galler (LG Bayer Leverkusen)                                                   | 60,78 m        | Ursula Kreutel (LG Stuttgart)                                            | 58,60 m        | Ingrid Belz (LG Kappelberg)                                                 | 55,58 m        |
| Speerwurf                                   | Brigitte Graune (LG Bayer Leverkusen)                                                 | 63,94 m        | Ingrid Thyssen (LG Bayer Leverkusen)                                     | 60,20 m        | Katja Hausmann (LC Paderborn)                                               | 53,74 m        |
| Siebenkampf                                 | Sabine Braun (TV Wattenscheid 01)                                                     | 6491 P         | Cornelia Heinrich (LAC Quelle Fürth/München)                             | 6338 P         | Birgit Clarius (MTV Ingolstadt)                                             | 6048 P         |
| Siebenkampf, Mannschaftswertung             | LG Bayer LeverkusenAnke Straschewski Renate Pfeil Antje Schmuck                       | 16.713 P       | LG Nordwest HamburgUte Niendorf Schmidt Claudia Liedtke                  | 15.753 P       | LG FrankfurtClarissa Sagerer Anja Höhn Barbara Schlosser                    | 15.040 P       |
| Crosslauf Mittelstrecke – 2,2 km            | Sabine Nolte (LG Göttingen)                                                           | 7:19 min00     | Sabine Kunkel (VfL Wolfsburg)                                            | 7:24 min00     | Astrid Bartels (LG Nordwest Hamburg)                                        | 7:25 min00     |
| Crosslauf Mittelstrecke, Mannschaftswertung | LG GöttingenSabine Nolte Christiane Finke Almut Potschka                              | Pl.-Ziff. 27   | LC Olympiapark MünchenBirgit Wiedemann Brigitte Brückner Rita Marquardt  | Pl.-Ziff. 43   | ASV KölnKatja Steinmetz Braun Roswitha Gerdes                               | Pl.-Ziff. 47   |
| Crosslauf Langstrecke – 6,6 km              | Iris Biba (DJK Freigericht)                                                           | 23:22 min00    | Kerstin Preßler (LAC Halensee Berlin)                                    | 23:43 min00    | Astrid Schmidt (LAV Aschaffenburg)                                          | 23:50 min00    |
| Crosslauf Langstrecke, Mannschaftswertung   | LG Olympia DortmundChristina Mai Jutta Karsch Gabriela Wolf                           | Pl.-Ziff. 18   | ASV KölnAnnabel Holtkamp Ute Jenke Farnschläder                          | Pl.-Ziff. 44   | LG RegensburgBeate Waeber Martina Schwarz Evelin Schonleber                 | Pl.-Ziff. 63   |
| Berglauf                                    | Bernadette Hudy (LC Olympiapark München)                                              | 56:39 min00    | Susanne Blitzer (SC Hechingen)                                           | 58:01 min00    | Birgit Rufer (LG Lennestadt-Bilstein)                                       | 58:54 min00    |